# Atractylis
Atractylis L., 1753 è un genere di piante angiosperme dicotiledoni della famiglia delle Asteraceae.

## Descrizione

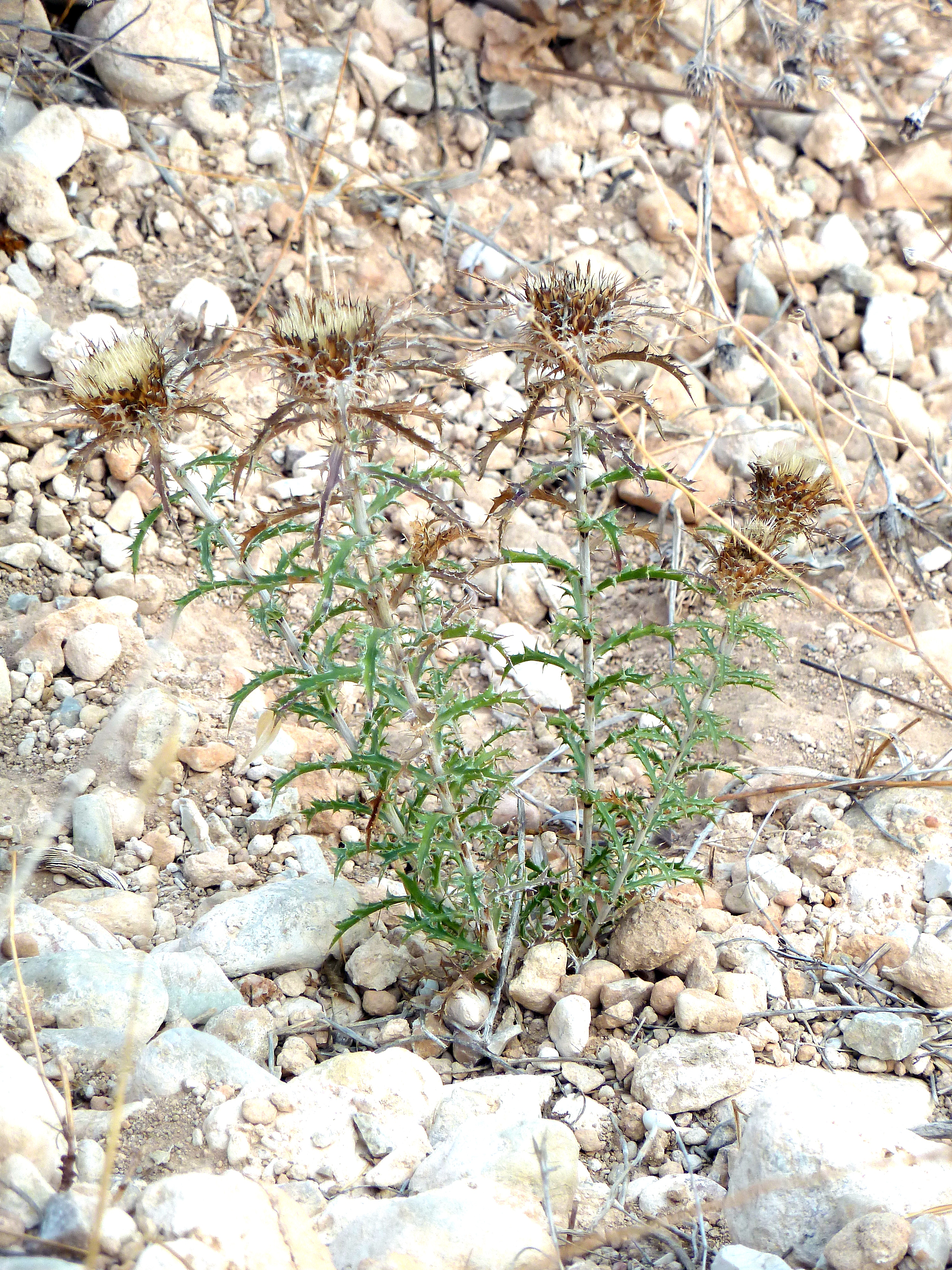
Il portamento
Atractylis humilis

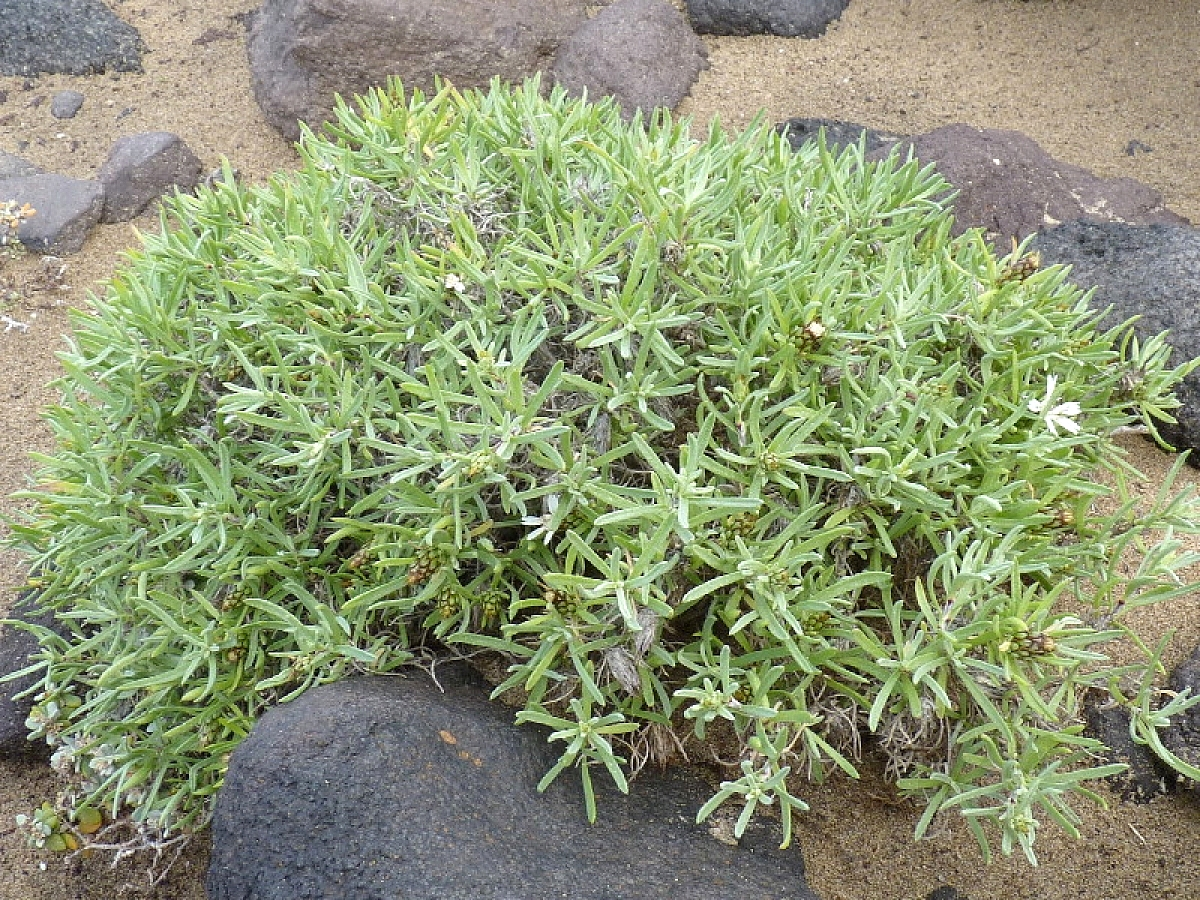
Le foglie
Atractylis arbuscula

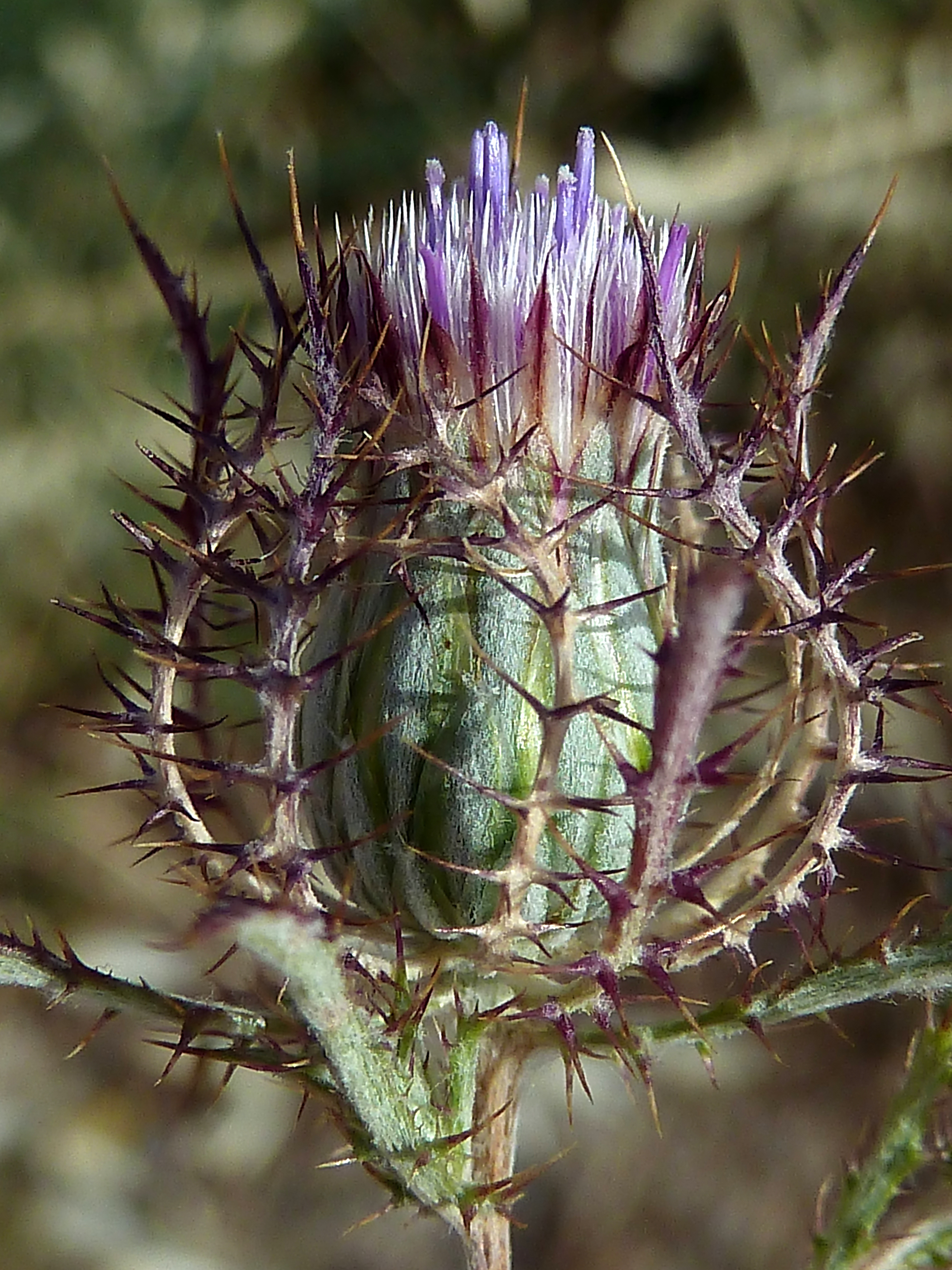
Infiorescenza
Atractylis cancellata

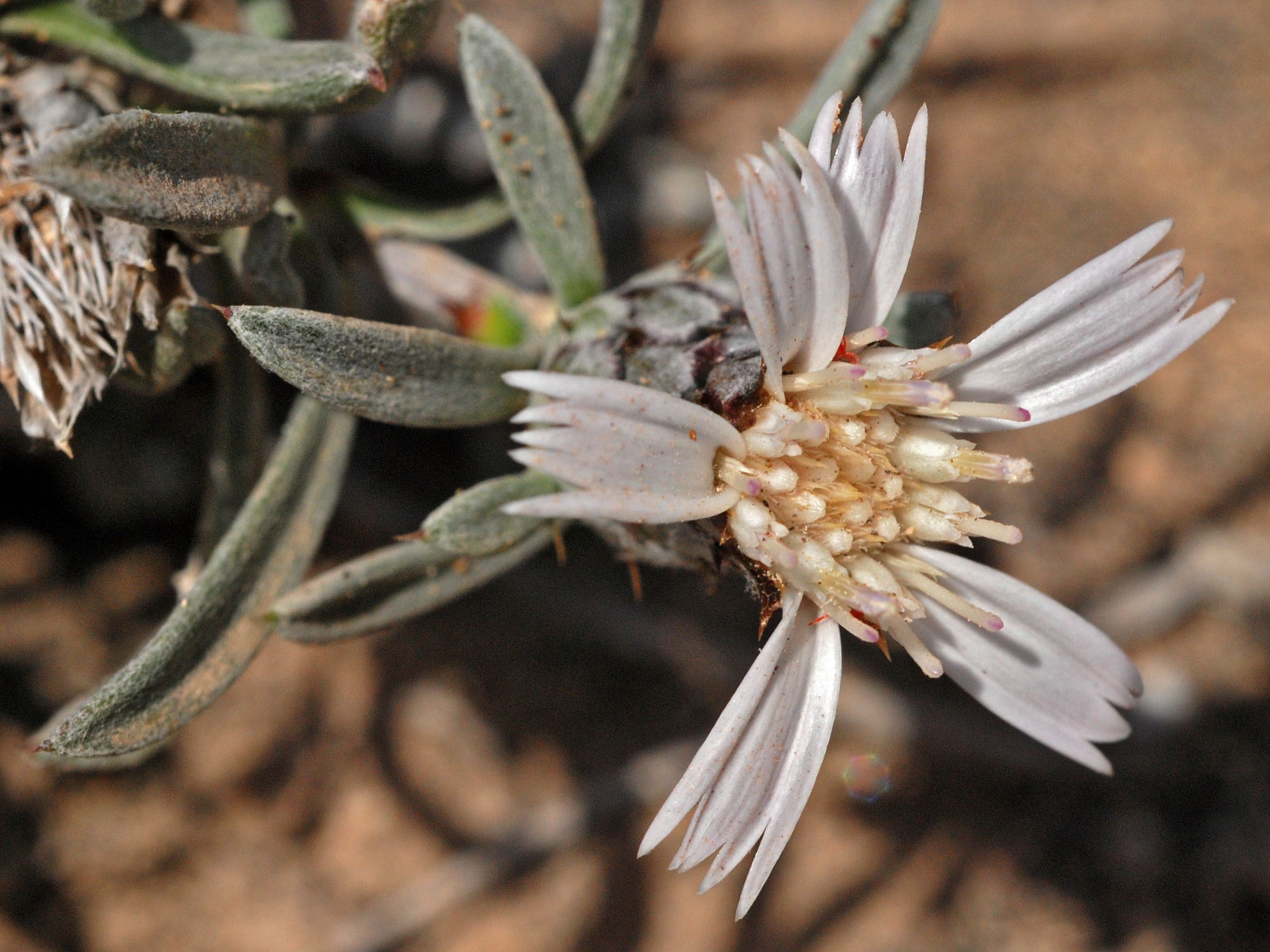
I fiori
Atractylis preauxiana

Le specie di questa sottotribù sono delle piante annuali o perenni sia erbacee che arbusti.
Le foglie, disposte in modo alterno, sono spesso spinose (raramente prive di spine) con forme da dentate a pennatosette.
Le infiorescenze sono composte da capolini per lo più solitari, ma anche in aggregazioni corimbose, e avvolti da vistose brattee simili a foglie. I capolini, omogami o eterogami, di tipo discoide (ma a volte anche ligulato), sono formati da un involucro a forma più o meno cilindrica composto da brattee (o squame) all'interno delle quali un ricettacolo fa da base ai fiori tutti tubulosi (in alcuni casi sono presenti anche dei fiori radiati). Le brattee dell'involucro disposte su due ineguali serie in modo embricato hanno forme diverse: quelle esterne sono alate; quelle interne hanno delle forme lineari-lanceolate, spesso con ampie appendici colorate di marrone e scariose. Il ricettacolo è densamente ricoperto con grandi scaglie, scariose e laciniate-fimbriate.
I fiori sono principalmente del tipo tubuloso. I fiori sono tetra-ciclici (ossia sono presenti 4 verticilli: calice – corolla – androceo – gineceo) e pentameri (ogni verticillo ha 5 elementi). I fiori sono ermafroditi e actinomorfi. Talvolta sono presenti dei fiori periferici ligulati di tipo staminoide
- Formula fiorale:

- /x K {\displaystyle \infty }, [C (5), A (5)], G 2 (infero), achenio

Calice: i sepali del calice sono ridotti ad una coroncina di squame.
Corolla: le corolle dei fiori in genere sono corte; colorate da biancastro a violetto, rosa, porpora o giallo.
Androceo: gli stami sono 5 con filamenti liberi, distinti e glabri, mentre le antere sono saldate in un manicotto (o tubo) circondante lo stilo. Le antere hanno delle lunghe appendici sericee.
Gineceo: lo stilo è filiforme e corto; gli stigmi dello stilo sono due divergenti. L'ovario è infero uniloculare formato da 2 carpelli.
Il frutto è un achenio con un pappo. L'achenio, con forme oblungo-obconiche e con lunghi peli, è densamente sericeo e il pericarpo è di tipo parenchimatico. Il pappo (persistente o deciduo) è formato da setole piumose libere.

## Biologia
- Impollinazione: l'impollinazione avviene tramite insetti (impollinazione entomogama).
- Riproduzione: la fecondazione avviene fondamentalmente tramite l'impollinazione dei fiori (vedi sopra).
- Dispersione: i semi cadendo a terra (dopo essere stati trasportati per alcuni metri dal vento per merito del pappo – disseminazione anemocora) sono successivamente dispersi soprattutto da insetti tipo formiche (disseminazione mirmecoria).

## Distribuzione
Le specie di questo genere si trovano nell'Europa mediterranea, nell'Asia mediterranea e Africa del nord.

## Tassonomia
La famiglia di appartenenza di questa voce (Asteraceae o Compositae, nomen conservandum) probabilmente originaria del Sud America, è la più numerosa del mondo vegetale, comprende oltre 23.000 specie distribuite su 1.535 generi, oppure 22.750 specie e 1.530 generi secondo altre fonti (una delle checklist più aggiornata elenca fino a 1.679 generi). La famiglia attualmente (2021) è divisa in 16 sottofamiglie.
La tribù Cardueae a sua volta è suddivisa in 12 sottotribù (la sottotribù Carlininae è una di queste).

### Filogenesi
Nell'ambito della sottotribù questo genere occupa una posizione vicina al genere Carlina; formano un "gruppo fratello" e probabilmente rappresentano il "core" della sottotribù.
I caratteri morfologici distintivi per le specie di questo genere sono: la lamina delle foglie è normalmente pennatosetta, con denti spinosi o raramente è intera e senza spine; le brattee dell'involucro sono scariose; gli acheni sono privi di ispessimenti basali; le scaglie del ricettacolo sono libere e non racchiudono gli acheni; le brattee più interne dell'involucro non sono evidenti. In particolare si differenzia dal genere Carlina per la particolare struttura dell'involucro formato da una serie di brattee esterne a forma pennato-eretta e una serie di brattee interne a forma lanceolata.
Il numero cromosomico delle specie di questo genere è: 2n = 20.

### Elenco delle specie
Il genere comprende le seguenti 27 specie:
- Atractylis arabica Rech.f.
- Atractylis arbuscula  Svent. & Michaelis
- Atractylis aristata  Batt.
- Atractylis auranitica  Rech.f.
- Atractylis babelii  Hochr.
- Atractylis boulosii  Täckh.
- Atractylis caerulea  Batt.
- Atractylis caespitosa  Desf.
- Atractylis cancellata  L.
- Atractylis carduus  (Forssk.) C.Chr.
- Atractylis cryptocephala  (Baker) F.G.Davies
- Atractylis delicatula  Batt. ex L.Chevall.
- Atractylis delvarii  Mozaff.
- Atractylis echinata  Pomel
- Atractylis humilis  L.
- Atractylis kentrophylloides  (Baker) F.G.Davies
- Atractylis mernephthae  Asch. & Schweinf. & Letourn.
- Atractylis phaeolepis  Pomel
- Atractylis phazaniae  Corti
- Atractylis polycephala Coss.
- Atractylis preauxiana  Sch.Bip.
- Atractylis prolifera  Boiss.
- Atractylis serrata  Pomel
- Atractylis serratuloides  Sieber ex Cass.
- Atractylis sojakii  Rech.f.
- Atractylis tutinii  Franco
- Atractylis yemensis  Podlech

### Specie della flora italiana
Nella flora italiana è presente solamente la seguente specie:
- Atractylis cancellata  L. - Masticogna annua: l'altezza massima della pianta è di 6 – 25 cm; il ciclo biologico è annuo; la forma biologica è terofita scaposa (T scap); il tipo corologico è Sud Mediterraneo; l'habitat tipico sono le garighe e i pascoli aridi; in Italia è una specie comune e si trova al Sud fino ad una quota si 1.200 m s.l.m..

In alcune checklist citate  è segnalata anche la presenza della specie Atractylis gummifera, attualmente considerata un sinonimo della specie Chamaeleon gummifer (L.) Cass..

### Sinonimi
Sono elencati alcuni sinonimi per questo genere:
- Acarna All.
- Attractilis  Hall. ex Scop.
- Cirsellium  Gaertn.
- Crocodilina  Bubani